# هنريك جاي كريبز
هنريك جاي كريبز (بالإنجليزية: Henrik J. Krebs)‏ هو شخصية أعمال أمريكي، ولد في 27 يونيو 1847 في لولاند في الدنمارك، وتوفي في 7 أكتوبر 1929 بسبب مرض.